# Dendryt (biologia)

Budowa neuronu

Dendryt (od gr. δένδρον déndron, drzewo) – cylindryczna wypustka cytoplazmatyczna, która stanowi przedłużenie ciała komórki nerwowej. Dendryty zazwyczaj występują licznie, tworząc drzewo dendrytyczne. Ich ułożenie i ilość to cechy typowe dla danego neuronu. 

## Budowa
Dendryty osiągają długość do 1 mm. Rozgałęziają się na całej swojej długości, a w miarę oddalenia od somy zmniejsza się ich średnica. Są otoczone błoną komórkową składającą się z mikrotubuli, neurofilamentów i cytosolu, pod którą znajduje się cytoplazma. Ze względu na to, że dendryty stanowią przedłużenie ciała komórki, można w nich znaleźć organelle tam występujące: mitochondria, siateczka śródplazmatyczna szorstka, aparat Golgiego, rybosomy. W niektórych neuronach dendryty są pokryte cienkimi tworami, zwanymi kolcami dendrytycznymi, na których szczycie tworzą się synapsy z innymi neuronami. Komórki nerwowe mające kolce nazywane są neuronami kolczastymi, a te bez nich neuronami bezkolcowymi. Rozgałęzienia dendrytowe mogą rozrastać się lub kurczyć. Alkohol wpływa szkodliwie na wzrost dendrytów; w podeszłym wieku zaś dochodzi do skrócenia i zmniejszenia liczby tych rozgałęzień. Psychodeliki serotoninergiczne, takie jak psylocybina, LSD czy DMT zdają się wywoływać szybki i trwały wzrost dendrytów w korze przedczołowej, utrzymujący się długotrwale, co potencjalnie wiąże się ze wzrostem adaptacji synaptycznej. 

## Funkcje
Dendryty są wyspecjalizowane w odbieraniu bodźców i przesyłaniu sygnałów do ciała komórkowego, które integruje dochodzące sygnały. Impulsy nerwowe są przewodzone wzdłuż błony komórkowej. Wytwarzając połączenia z innymi neuronami i przewodząc impulsy, dendryty pełnią funkcje integrujące czynności wielu komórek nerwowych. Pojedyncze, długie dendryty nerwów rdzeniowych przewodzą impulsy elektryczne wzbudzone bodźcami czuciowymi do ciał komórkowych neuronów czuciowych. Dendryty znacznie zwiększają powierzchnię komórek nerwowych - stanowią do 90% powierzchni wielu neuronów.